# منتخب مالطا لكرة السلة
منتخب مالطا لكرة السلة هو ممثل مالطا الرسمي في المنافسات الدولية في كرة السلة. ينتمي إلى منطقة الاتحاد الأوروبي لكرة السلة. انضم إلى الاتحاد الدولي لكرة السلة في عام 1967.